# О друзьях-товарищах
«О друзьях — товарищах» — советский двухсерийный цветной художественный фильм, снятый режиссёром Владимиром Назаровым на киностудии «Мосфильм» в 1970 году. Премьера фильма состоялась 16 июня 1970 года. Фильм снимался к 50-летию комсомола.

## Сюжет
Действие фильма разворачивается в сентябре 1919 года в Москве во время успешного наступления Деникина на Москву, а Юденича — на Петроград, когда многие сотрудники милиции и ЧК были отправлены на фронт, и Московская ЧК развернула компанию по срочному набору новых кадров. В это же время местная подпольная анархистская организация готовит покушение на Ленина, но вместо него погибает руководитель Московского горкома РКПб Владимир Загорский (в фильме — Горский).
Трём друзьям — молодым чекистам предстоит обезвредить её. В основу фильма положен исторический эпизод: взрыв в Леонтьевском переулке 25 сентября .

## В ролях
- Зинаида Славина — Ольга Даниловна Листопад, комиссар Московской ЧК
- Валерий Золотухин — Владимир Михайлович Горский, ответственный секретарь Московского городского комитета РКП(б)
- Иван Лапиков — Фёдор Сергеевич Иволгин (дядя Федя), старый чекист
- Михаил Кокшенов — Алексей Карпович Утробин, чекист комсомольского набора
- Алексей Инжеватов — Костя Жохов, чекист комсомольского набора
- Олег Ефремов — Станислав Ковальский, чекист комсомольского набора
- Пётр Глебов — Виталий Александрович Глазьев, начальник отделения железной дороги, руководитель заговорщиков
- Юсуп Даниялов — Магометов, в кабинете Глазьева требует вагоны
- Геннадий Юхтин — Виктор Пшенников, «Пшено», анархист, руководитель боевого крыла заговорщиков (прототипом послужил анархист Михаил Гречаников)
- Нина Агапова — Родичева, заговорщица
- Майя Булгакова — Марья Алексеевна, она же тётя Маша из дома профессора-историка Великжанова
- Николай Дупак — Тарасов Олег Владимирович, заговорщик
- Леонид Куравлёв — Иван Кузьмич Синицын, связной заговорщиков из Вятки
- Улдис Лиелдиджс — Яков Христофорович Петерс, заместитель председателя ВЧК
- Игорь Старыгин — студент юридического факультета
- Николай Сергеев — Илья Ильич Великжанов, старый профессор-историк
- Дмитрий Масанов — Иван Родичев, заговорщик
- Владимир Назаров — Модест Ступицын, левый эсер, заговорщик
- Владимир Смирнов — заговорщик
- Галина Федотова — Наташа, внучка профессора Великжанова
- Борис Юрченко — Саня Плавун, стажёр-чекист
- Екатерина Мазурова — бабушка Кости Жохова
- Андрей Манке — секретарь райкома комсомола
- Пётр Любешкин — Лузгин, чекист
- Жорж Новицкий — заговорщик
- Пицек, Владимир Кондратьевич — заговорщик
- Михаил Розанов — Зайцев, призывник, кандидат на работу в ЧК
- Иван Рыжов — торговец зерном на рынке
- Иван Савкин — пулемётчик, из заговорщиков
- Владимир Ферапонтов — Ферапонт, заговорщик
- Игорь Ясулович — юродивый
- Алексей Бахарь — Клычков, заговорщик
- Раднэр Муратов — помощник Глазьева
- Евгений Герасимов — новобранец ЧК, арестовавший Ступицына
- Анатолий Быстров — Ефременко, представитель Махно
- Анатолий Калабулин - призывник (1 серия); заговорщик в шляпе-котелке (2 серия)
- Леонид Кулагин - Стефан Вишняк

## Съёмочная группа
- Режиссёр: Владимир Назаров
- Сценаристы: Владимир Кузнецов, Борис Медовой
- Оператор: Тимофей Лебешев
- Композитор: Карен Хачатурян
- Художники: Ирина Лукашевич, Иван Пластинкин